# Columbia Records
Columbia Records är ett amerikanskt-brittiskt skivmärke och har periodvis även varit namnet på de företag som producerat detta märke. Den amerikanska halvan av företaget är i dag en del av Sony Music; den brittiska var tidigare en del av EMI (Electric and Musical Industries Ltd.) som 1990 dock sålde sin andel av rätten till namnet till just Sony.

## Amerikanska Columbia bildas

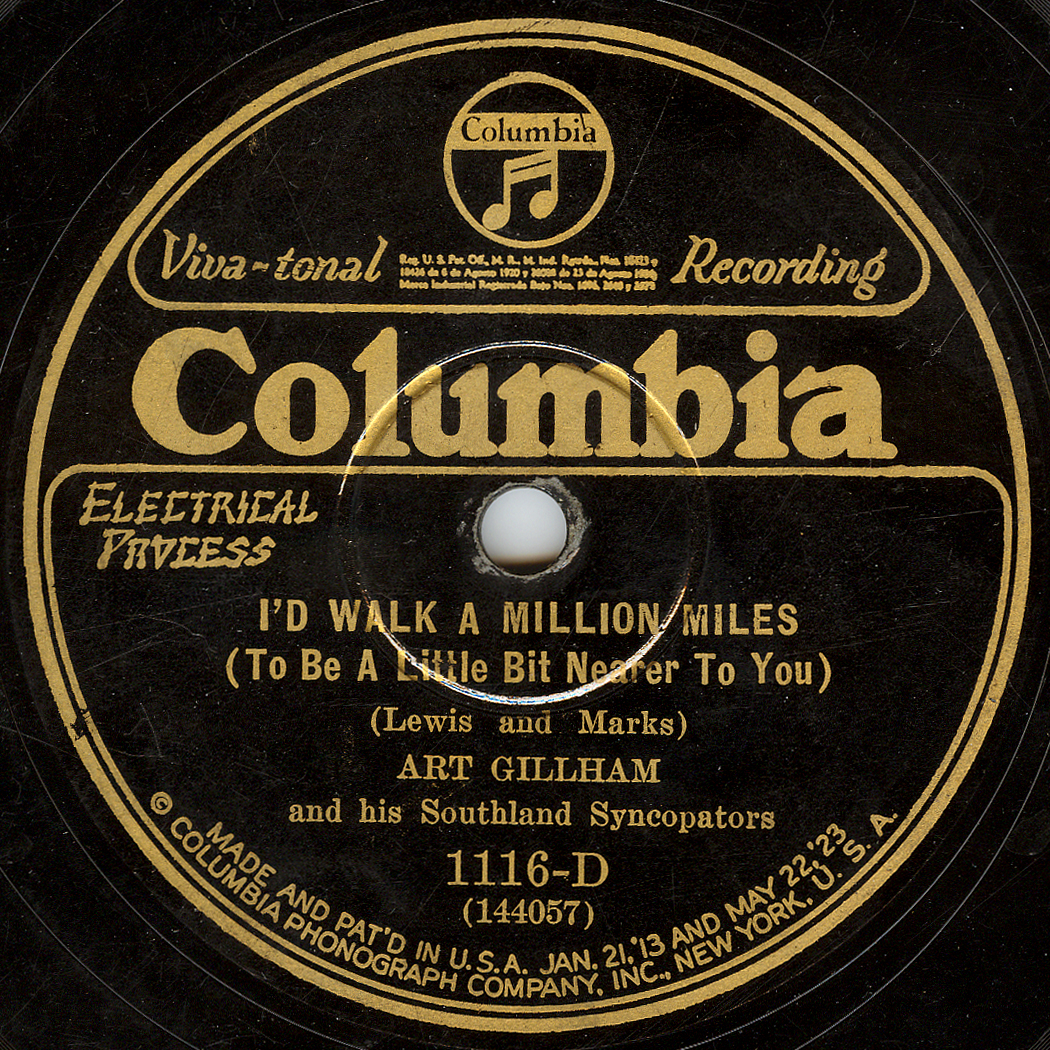
Amerikansk Columbia-etikett från 1920-talet med sångaren Art Gillham.

Columbias äldsta historia går tillbaka till 1887 då ett företag kallat American Graphophone Company började tillverka fonografer under namnet Graphophone. Påföljande år, 1888, förvärvades ensamrätten att marknadsföra dessa maskiner (liksom motsvarande produkter från Thomas Edison) av North American Phonograph Company, vilket i sin tur var en paraplyorganisation omfattande ett trettiotal lokala och regionala företag, däribland det i januari 1889 grundade Columbia Phonograph Company. Detta bolags återförsäljningsområde omfattade Maryland, Delaware och Washington, D.C., där den sistnämnda platsen (D.C. = District of Columbia) givit företaget dess namn.
Under de närmaste åren gick ett efter ett av Columbias systerföretag i konkurs och 1893 kollapsade även moderföretaget North American Phonograph Company. Columbia hade däremot varit framgångsrikt och kunde vid moderbolagets försvinnande förvärva American Graphophone Company. De sammanslagna bolagen gavs namnet Columbia Phonograph Co. General och började nu operera över hela USA som tillverkare och försäljare av såväl fonografer som fonografcylindrar.
Kring sekelskiftet 1900 började Columbia intressera sig inte bara för fonografcylindrar utan även för det nya konkurrerande mediet grammofonskivan. Några första försök tillverkades redan 1899 och var ett slags mellanting mellan cylindrar och skivor: små tjocka skivor med vertikal gravyr och en diameter på 8,75 cm pressade i brunt vax. Skivorna såldes som leksaker och blev ett kortlivat experiment. 
Parallellt hade Frank Seaman, en tidigare återförsäljare för grammofonskivans uppfinnare Emile Berliner, bildat Universal Talking Machine Company och börjat producera grammofoner och skivor under namnet Zonophone i konkurrens med sin forne leverantör. Genom tvivelaktiga juridiska turer och ren piratverksamhet (bland återutgivningar av Berliners egna inspelningar) lyckades Seaman i maj 1900 konkurrera ut Berliner från den amerikanska marknaden. Columbia hade genom American Graphophone Company stöttat Seaman, bland annat genom delaktighet i vissa patent, men vinsterna av detta skulle visa sig små och kortvariga. Redan 1901 gick Seamans rörelse omkull i konkurrens med Victor, det nya bolag som Berliners partner Eldridge R. Johnson lyckats skapa ur ruinerna efter dennes företag. Columbia vände sig därför i stället till en annan tidigare Berliner-medarbetare, Joseph Jones, vilken precis lyckats få ett patent på en ny skivtillverkningsprocess snarlik sin förre arbetsgivares. Columbia köpte patentet för $25.000 och till hösten 1901 började man marknadsföra sina första skivor under märket Climax. Ett år senare ändrades märkesnamnet till detsamma som företaget: ’’Columbia’’.

## Engelska Columbia bildas, avyttras och köper upp moderbolaget

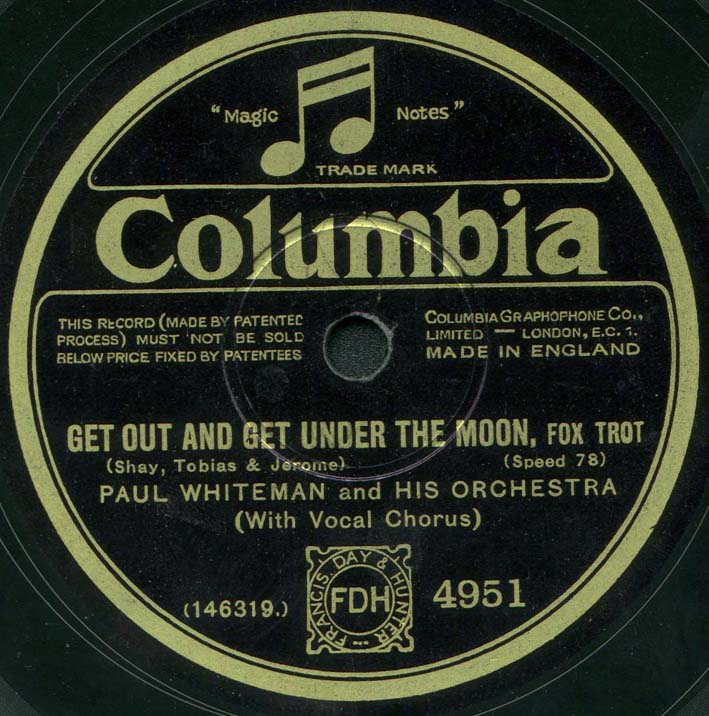
Etikett från brittisk Columbiautgåva av amerikansk inspelning (med Paul Whiteman) från 1928.

Redan 1900 anlade Columbia ett dotterbolag i England, Columbia Graphophone Co Ltd. År 1922 tvang ekonomiska svårigheter dock moderbolaget att avyttra den engelska verksamheten. Köpare var Louis Sterling som tidigare arbetat för Rena, ett litet bolag som 1908-09 köpt inspelningar av just Columbia för återutgivning och sedan köpts upp av denna sin leverantör. Nu var rollerna alltså omvända, och inte nog med det: bara tre år senare hade den engelska verksamheten vuxit sig så mycket starkare att den 1925 kunde köpa sitt tidigare moderbolag! USA:s näst största skivbolag blev därmed brittiskägt.
Under den engelska ledningen expanderade Columbia genom att förvärva andra skivmärken på båda kontinenterna. I USA tog man i november 1926 över Okeh och ungefär samtidigt förvärvade man i Europa den tyska Lindström-koncernen med märken som Odeon och Parlophone.

## Columbia blir delar av EMI och CBS
Den stora depressionen i kombination av radions introduktion innebar att skivförsäljningen i världen rasade kraftigt under början av 1930-talet. Många små skivbolag slog igen och även jättar som Columbia såg sig tvungna att hitta nya samarbetspartners. I Columbias fall ledde detta sensationellt nog till att dess engelska halva i mars 1931 gick samman med ärkerivalen The Gramophone Company (tillverkare av His Master's Voice) och bildade det ännu existerande EMI. Den amerikanska antitrustlagstiftningen omöjliggjorde dock för den amerikanska halvan av Columbia att medfölja i samgåendet, varför brittiska Columbia mot slutet av året sålde denna till radiotillverkaren Grigsby-Grunow Company. Denna gick dock i konkurs redan 1934 varvid Columbia i stället införlivades i American Record Corporation (ARC), ett bolag som redan uppslukat en lång rad andra amerikanska skivmärken som Brunswick, Banner, Pathé med flera.
Under tiden inom ARC reducerades Columbia till en etikett för endast återutgivningar av äldre material och utgåvorna var få. Detta förändrades när ARC i december 1938 sålde Columbia vidare till radiobolaget CBS (Columbia Broadcasting System).

## Andra etiketter producerade av Columbia

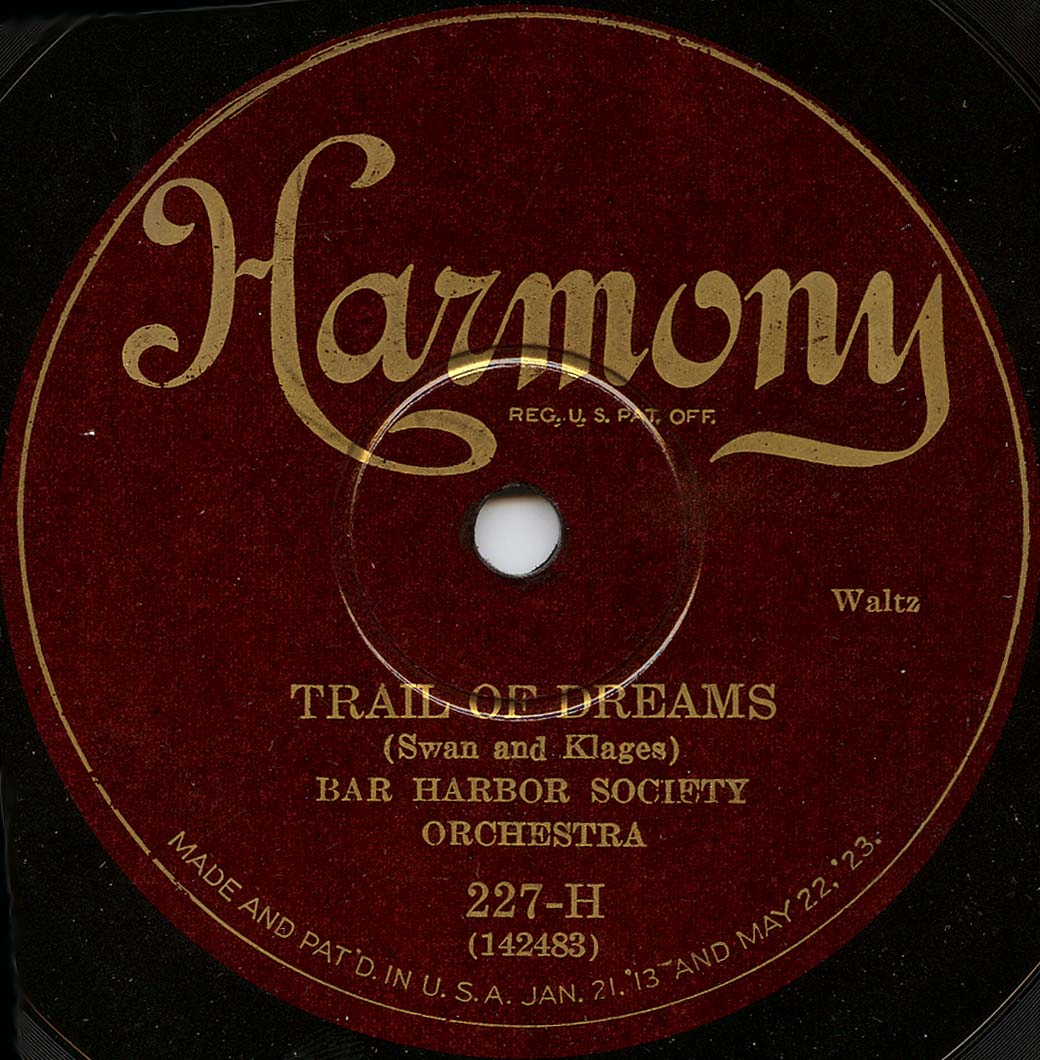
Columbiatillverkad Harmony-utgåva från 1926.

Columbia producerade redan tidigt även särskilda etiketter för olika externa beställare, bland annat olika varuhuskedjor.
Kort efter att amerikanska Columbia övergått till elektrisk inspelningsteknik 1925 lanserade bolaget en ny lågprisetikett kallad Harmony. Anledningen var troligen att bolaget kort dessförinnan investerat i en ny, mer avancerad akustisk inspelningsutrustning som plötsligt blivit obsolet och inte kunde användas till dess prestige- och fullprisinspelningar. På billiga Harmony – som vände sig till en mindre kräsen publik med enklare grammofoner – kunde man däremot använda den äldre tekniken, och nästan samtliga utgåvor på detta märke är akustiska ända fram till 1930. Många av Harmony-inspelningarna gavs även parallellt ut på märkena Diva och Velvet Tone samt på varuhuset Sears, Roebuck & Co:s märke Silvertone.

## Columbia i Sverige
Brittiska Columbia gjorde troligen ett antal inspelningar i Stockholm redan 1906 och ytterligare några 1922. Någon mer regelbunden satsning på den svenska marknaden tycks dock inte ha skett under den akustiska inspelningsteknikens tid. Detta ändrades 1926 då firman C. B. Strandqvist i Helsingborg erhöll den svenska generalagenturen för Columbia. Utöver en flitig import av brittiska Columbiapressningar till Sverige innebar detta också början på en flitig och regelbunden inspelningsverksamhet på svensk mark, under 1920-talet främst i just Helsingborg (där bland annat Hotell Mollberg användes som inspelningsstudio). Tack vare detta kom ett stort antal skånska artister att få stor spridning på skiva, däribland den lokala Helsingborgsorkestern Redvitt band och Edvard Persson, vilken skivdebuterade på Columbia 1927. Till andra kända svenska artister på Columbia under 1920- och 1930-talen hör Ulla Billquist, Evert Taube, Carl Leonard och Svenska Paramountorkestern. 1930 flyttade verksamheten till Stockholm, där Sven Rüno blev inspelningschef. Efter samgåendet till EMI sköttes Columbias verksamhet av Skandinaviska Odeon AB, fram till 1957, då de uppgick i Skandinaviska Grammophon AB.
Utöver inspelningar riktade direkt till den svenska marknaden gjorde även amerikanska Columbia ett stort antal inspelningar av svenskt material riktade till svenska immigranter i USA.